# Takashi Ogawa (Flötist)
Takashi Ogawa (jap.小川隆, Ogawa Takashi; * 18. Juli 1952 in Odawara) ist ein japanischer Flötist.
Er setzte sein in Japan begonnenes Flötenstudium an der Hamburger Musikhochschule bei Karlheinz Zöller fort, Meisterkurse bei Peter-Lukas Graf, Barthold Kuijken und Hans-Martin Linde schlossen sich an. Nach einem Jahr als stellvertretender Soloflötist beim Philharmonischen Orchester in Graz ist Ogawa seit 1977 Solo-Piccoloflötist beim Orchester des Nationaltheaters Mannheim. 
Zwischen 1979 und 1989 wirkte er auch an der staatlichen Musikhochschule Mannheim / Heidelberg als Lehrbeauftragter und unterrichtete das Fach Querflöte.
1981 war Ogawa Preisträger bei einem der größten internationalen Wettbewerbe für Alte Musik bei der „Concours Musica Antiqua“ in Brugge (Belgien).
Als Traversflötist gründete er 1980 das Ensemble „Hoff-Music Mannheim“. Er widmete sich der historischen Aufführungspraxis des 18. Jahrhunderts und der Flötenmusik der Mannheimer Schule. Dies erwies sich als Erfolg und bekam internationale Anerkennung mit mehreren Rundfunkaufnahmen und CD-Einspielungen, sowie durch Auftritte bei zahlreichen Musikfestivals, wie zum Beispiel:
Autunno Musicale a Como, Festival „Arte e Natura“ Portofino, Festival „Musique et Theatre“ Versailles, Festival Europa Mozart Prag, Festival van Vlaanderen Brugge, Festival Euroklassik Zweibrücken, Festival de musique franco-allemand Elsass, „Mozart & Mannheim“ Mannheim/Schwetzingen. u.a.
Als Piccoloflötist des Nationaltheater-Orchesters in Mannheim ist er außerdem Mitglied der folgenden Orchester: 
„Orchester des 18.Jahrhunderts“ Amsterdam (F. Brüggen), „l'Orchestre des Champs-Élysées“ Paris (Ph. Herweghe), und „Capella Coloniensis“ Köln (B.Weil). u.a.